# Juan Terrazas
Juan Terrazas (* 5. Dezember 1909 in Orizaba, Veracruz; † 4. November 1947), gelegentlich auch als Juanito Terrazas bezeichnet, war ein mexikanischer Fußballspieler auf der Position des Stürmers.

## Leben
Juan Terrazas kam vermutlich 1923 zum Hauptstadtverein América, bei dem er mindestens bis zur Saison 1929/30 unter Vertrag stand und mit dem er in der ersten "goldenen Epoche" des Vereins in den Jahren 1925 bis 1928 viermal in Folge die Meisterschaft der Hauptstadtliga gewann. Am Gewinn der beiden ersten Titel in den Jahren 1925 und 1926 hatte er insofern maßgeblichen Anteil, als er in den jeweils entscheidenden Spielen gegen Asturias, die beide mit 1:0 gewonnen wurden, stets den spielentscheidenden Treffer erzielte.
Im Libro de Oro del Fútbol Mexicano wird Terrazas als einer der schnellsten Spieler seiner Zeit und ein vollkommener Stürmer beschrieben.
Für die mexikanische Nationalmannschaft bestritt er beim olympischen Fußballturnier 1928 das erste Spiel gegen Spanien, das mit einer herben 1:7-Niederlage endete.

## Erfolge
- Mexikanischer Meister: 1924/25, 1925/26, 1926/27, 1927/28